# Besenzone
Besenzone – miejscowość i gmina we Włoszech, w regionie Emilia-Romania, w prowincji Piacenza.
Według danych na rok 2004 gminę zamieszkiwały 953 osoby, 41,4 os./km².